# Jotuze
Jotuze, właściwie Marcin Józwa (ur. czerwiec 1977) – polski raper. 

## Życiorys
W 1997 ukończył III Liceum Ogólnokształcące im. gen. Józefa Sowińskiego w Warszawie. Był członkiem zespołu hip-hopowego Grammatik. Wraz z grupą nagrał m.in. cztery albumy studyjne EP+ (1999), Światła miasta (2000), 3 (2005) oraz Podróże (2007).
W 2001 roku wystąpił w filmie dokumentalnym Sylwestra Latkowskiego „Blokersi”. W tym samym roku muzyk wystąpił także w produkcji MTV Polska - „Mówią Bloki, Człowieku 2”. W 2003 roku Jotuze gościł na albumie formacji Endefis – O tym, co widzisz na oczy w utworze „Czas wziąć sprawy w swoje ręce”. W 2008 roku po rozpadzie zespołu Grammatik porzucił działalność artystyczną.
W 2014 roku raper wznowił działalność, tego samego roku gościł na albumie producenckim Piotra „HV” Kalińskiego i Mikołaja „Noona” Bugajaka pt. HV/Noon.
Jest żonaty. Ma córkę.

## Dyskografia

### Albumy studyjny
| Rok  | Album                                               | Pozycja na liście |
| Rok  | Album                                               | POL               |
| ---- | --------------------------------------------------- | ----------------- |
| 2022 | EP 202+ - Data: 2 grudnia 2022 - Wydawca: StoproRap | 40                |

### Występy gościnne
| Rok  | Album                               | Utwór                                                | Źródło |
| ---- | ----------------------------------- | ---------------------------------------------------- | ------ |
| 2000 | Prawdziwa gra – Rubato              | „Czysta gra” (gościnnie: Jotuze)                     | [ 8 ]  |
| 2003 | O tym, co widzisz na oczy – Endefis | „Czas wziąć sprawy w swoje ręce” (gościnnie: Jotuze) | [ 9 ]  |
| 2014 | HV/Noon – HV/Noon                   | „Heimat” (gościnnie: Jotuze)                         | [ 10 ] |

## Filmografia
| Rok  | Tytuł                    | Uwagi                                                          | Źródło |
| ---- | ------------------------ | -------------------------------------------------------------- | ------ |
| 2001 | Blokersi                 | jako on sam, film dokumentalny, reżyseria: Sylwester Latkowski | [ 11 ] |
| 2001 | Mówią Bloki, Człowieku 2 | jako on sam, film dokumentalny, reżyseria: Joanna Rechnio      | [ 12 ] |